# アイ・ノウ・ワット・ユー・ウォント
「アイ・ノウ・ワット・ユー・ウォント」 (I Know What You Want)は、バスタ・ライムスの楽曲。6枚目のスタジオ・アルバム『イット・エイント・セーフ・ノー・モア』からの2枚目のシングルとしてリリースされた。客演でマライア・キャリーとフリップモード・スクワッドが参加している。
後にマライアのリミックス・アルバム『ザ・リミキシーズ』および『チャームブレスレット』のスペシャル・エディションにも収録された。
Billboard Hot 100では最高位3位、チャートには24週留まった。
2021年にはバスタとマライアによる新たなコラボレーション楽曲「ホエア・アイ・ビロング」が発表され、この曲もサンプリングに使われた。

## 収録曲
UK盤 エンハンスド・シングル
1. I Know What You Want (Radio Version) - 4:12
2. Call the Ambulance (Remix) - 4:05
3. Call the Ambulance (Album Version) - 3:50
4. I Know What You Want (Video) - 5:16

## チャート成績
| チャート（2003年）               | 最高順位 |
| -------------------------------- | -------- |
| アメリカ（Billboard Hot 100）    | 3        |
| イギリス（全英シングルチャート） | 3        |